# 左立功
左立功（16世紀—17世紀），字性餘，山西平陽府洪洞縣人，明朝政治人物。

## 生平
左立功是萬曆二十二年（1594年）舉人，授三原教諭，不斷課士，萬曆三十七年（1609年）陞任洋縣知縣，明察而不嚴苛、清介而不矯飾，有「一天皎月，四野春風」的稱譽；再陞官永平同知，有清廉名聲，政事之外會了解詩書，有《瓊霏玉屑》流傳，書中述說為官和家的規箴。

## 引用
1. 1 2  民國《洪洞縣志·卷十二·人物志上》：左立功，世嘉長子，字性餘，明萬歷甲午舉人，初授三原縣教諭，課士不輟，後升洋縣知縣，遷永平府同知，所至以清廉聞，政事之暇晤對詩書，著有《瓊霏玉屑》，所舌皆居官守家規箴。
2. ↑  光緒《洋縣志·卷八》：左立功，山西洪洞人，舉人，萬歷三十七年任，察而不苛，介而不矯，故有「一天皎月，四野春風」之稱，陞永平府同知。